# Tardona
Tardona es un pueblo húngaro perteneciente al distrito de Kazincbarcika, condado de Borsod-Abaúj-Zemplén.

## Superficie
Cuenta con una superficie de 12,30 km².

## Demografía
Hasta 2024 la población era de 960 habitantes, con una densidad de población de 78,04 hab/km².
| Gráfica de evolución demográfica de Tardona entre 2020 y 2024 |
|                                                               |
| Datos según la Oficina Central de Estadística de Hungría.     |